# Пословицы и поговорки Санчо Пансы
Высказывания Санчо Пансы (исп. Refranes de Sancho Panza), санчизмы — пословицы и поговорки, которые употребляет крестьянин Санчо Панса, персонаж романа Мигеля Сервантеса «Хитроумный идальго Дон Кихот Ламанчский», ставший оруженосцем Дон Кихота. Любовь к паремиям стала одной из наиболее известных черт характера персонажа, являющегося воплощением испанского народного духа, его мудрости и здравого смысла. В общей сложности в книге представлено около 300 пословиц (по некоторым подсчётам — 263, 371, 386), поговорок и пословичных выражений. Большинство из пословиц произносит Санчо. Первую из них он употребляет в главе 19 первой части («Мёртвый, как говорится, в могилу, а живой к караваю!»), хотя сам впервые появляется в главе 7. По мнению литературоведа Всеволода Багно, это не случайно, но является свидетельством эволюции образа, его постепенного обогащения новыми деталями и чертами характера. Багно указывал, что в этом отношении ошибку допустил даже такой признанный испанский филолог как Рамон Менендес Пидаль, писавший о Санчо: «В главе VII он выехал в роман на своём сером, беспрестанно сыпля пословицами». Всего в первой части зафиксировано 68 пословиц, которые относятся к 17 персонажам, причём пять из них произносит Санчо. В некоторых пословицах из книги фигурирует некий «Санчо»: «Вон там едет Санчо со своей клячей»; «Чем Санчо лечит, от того Доминго болеет»; «Что у Санчо в голове, знает только он да дьявол»; «Говорит Санчо из Томахонес, у кого нет овец, у того и штанов нет».
Про Санчо Пансу говорится в романе, что он знает больше пословиц, чем «Греческий Командор» — прозвище учёного-эллиниста Эрнана Нуньеса де Толедо-и-Гусмана, составителя сборника пословиц (Refranes о proverbios en romance). Зачастую паремии применяются персонажем не всегда к месту. За их обильное использование он неоднократно получал замечания от своего хозяина, но ничего не может поделать с этой своей особенностью: «…что это за напасть такая, что я не могу сказать словечка без пословицы, и каждая пословица кажется мне подходящим словечком; но всё же я постараюсь исправиться» (Часть вторая. Глава LXXI). Фольклорные изречения Санчо представляют собой в некотором отношении параллель к начитанности Дон Кихота в области рыцарских романов, но при этом, «как и в случае с отношением Дон Кихота к рыцарскому кодексу, пословицы Санчо нередко перестроены, видоизменены в соответствии с неповторимыми условиями, в которые попадает герой».
Дмитрий Мережковский при анализе образа персонажа писал о его народном характере: «Санчо Панса обладает вполне цельным, законченным миросозерцанием, которое он выражает образными, иногда поразительно глубокими пословицами — в этих афоризмах воплощается живой ум народа. Его мудрость принадлежит, конечно, не ему одному — она вековое создание целой нации, но он до такой степени слился с этой мудростью, что почти невозможно провести разграничительную черту между его личным творчеством и миросозерцанием народа». Владимир Набоков в «Лекциях о „Дон Кихоте“» отнёс пословицы к одному из десяти структурных приёмов книги. Их количество в речи Санчо особенно увеличивается во второй части и они «сыплются как из рваной рогожи». Такой повествовательный приём Набоков назвал «брейгелевским», особо отметив, что пословицы и поговорки крайне трудно передать при переводе. Однако он не стал рассматривать этот вопрос поэтики романа более подробно. Также, по его наблюдению, персонаж «прежде всего отличается тем, что набит поговорками и сомнительными истинами, которые тарахтят в нём, словно щебёнка. Я уверен, что между рыцарем и оруженосцем есть неожиданные и изысканные переклички, но и готов поспорить, что, какая бы индивидуальность ни наметилась, если смыть с Санчо жир, её поглотит так называемый простонародный юмор».